# Reptila
Reptila (? – 567 után), gepida trónörökös, Thurismund fia, Cunimund unokaöccse.
567-ben Thrasarik ariánus püspökkel és a gepida királyi kincsekkel együtt az avarok elől Sirmiumból Konstantinápolyba menekült. További sorsa ismeretlen.